# مالی ایرویز
مالی ایرویز (به انگلیسی: Mali Airways) یک شرکت هواپیمایی با کد یاتا Z8 است.
دفتر مرکزی مالی ایرویز در باماکو، مالی واقع شده‌است و قطب این شرکت هواپیمایی در فرودگاه بین‌المللی باماکو-سانوو قرار دارد.